# 长安南路
长安南路是陕西省西安市的一条街道，位于西安市南郊。长安南路与长安中路、长安北路、南关正街、南大街、北大街、北关正街、未央路等街道一起，构成了西安市的南北中轴线，是进入长安区的主要通道之一，也是是西安最繁忙的街道之一。长安南路在行政区划上分别由雁塔区与长安区管辖。

## 沿街主要机构
长安南路两侧高校众多：西安交通大学雁塔校区、西安邮电大学、西北政法大学、西安外国语大学与陕西师范大学。
街道两侧分布曲江国际会展中心、电视塔、陕西自然博物馆等单位。

## 交通

### 轨道交通
目前，长安南路部分沿线已由西安地铁2号线覆盖，雁塔西路至曲江国际会展中心段已经开通，沿线有纬一街站、会展中心站。剩余路段由西安地铁2号线二期工程覆盖，其中包括三爻站、凤栖原站、航天城站。